# González (municipalité, Tamaulipas)
Pour les articles homonymes, voir González.
La municipalité de González est l'une des 43 municipalités de l'État de Tamaulipas, et est située dans la partie sud de cet État. Située à l'ouest du golfe du Mexique, elle appartient au bassin versant du fleuve Río Pánuco. Elle prend appui au nord sur le massif montagneux de la Sierra de Tamaulipas. Elle est limitrophe au sud de l'État de Veracruz. Son chef-lieu est la ville éponyme de González. Elle dépend de la région Sur, qui est une des 6 subdivisions administratives de l'État de Tamaulipas.

## Géographie

Bassin inférieur du Río Pánuco

La municipalité de González s'étend sur la rive nord de la rivière Río Tamesí, qui est l'un des principaux affluents du fleuve Río Pánuco. Elle est traversée par plusieurs affluents du Río Tamesí, dont la rivière Guayalejo, qui borde la municipalité à deux reprises à l'ouest. Prenant appui au nord sur le massif montagneux de la Sierra de Tamaulipas et occupée en son centre par une montagne isolée, le Cerro del Bernal, son altitude contrastée oscille entre 50 et 1100 mètres. Son chef-lieu, la ville éponyme de González, se trouve dans la partie orientale de son territoire. Ce territoire couvre une superficie de 3 491,41 km², et était peuplé en 2020 de 41 470 habitants.

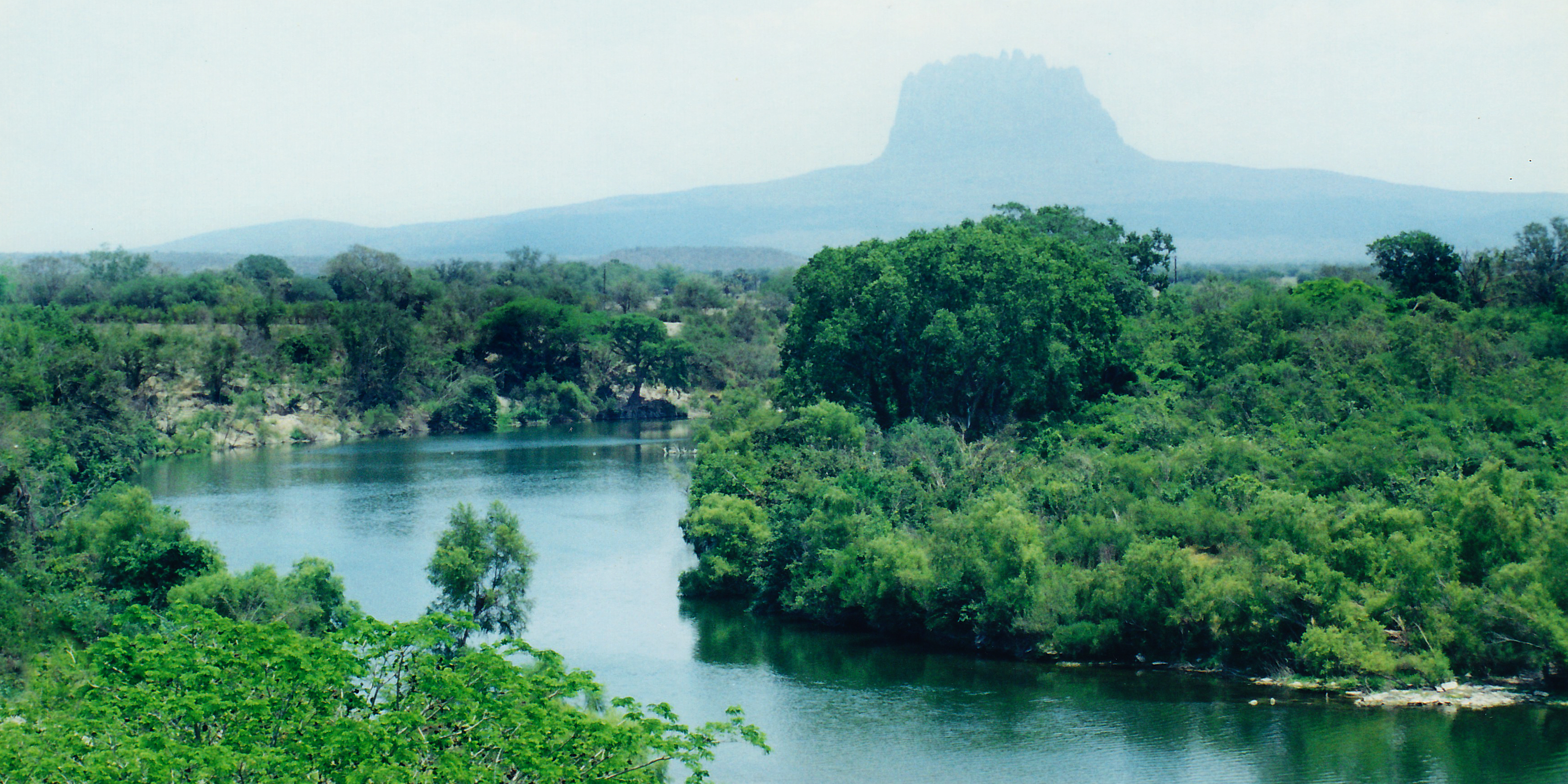
le Rio Guayalejo et la montagne Cerro del Bernal

Cette municipalité fait partie de la région Sur, qui est une des 6 subdivisions administratives de l'État de Tamaulipas, et regroupe les municipalités d'Aldama, d'Altamira, de Ciudad Madero, de González et de Tampico.
Elle est limitrophe au nord de celles de Casas et de Llera, à l'ouest de celle de Xicoténcatl, au sud-ouest de celle d'El Mante, au sud, dans l'État de Veracruz, de celle de Pánuco, et à l'est, à nouveau dans l'État de Tamaulipas, de celles d'Altamira et d'Aldama.

## Composition et démographie
La municipalité était composée en 2010 de 707 localités.
| Localité                        | Population |
| ------------------------------- | ---------- |
| Estación Manuel (Úrsulo Galván) | 11 468     |
| González                        | 10 683     |
| Graciano Sánchez                | 4 169      |
| López Rayón                     | 1 483      |

En plus de l'espagnol, plusieurs langues amérindiennes sont parlées dans la municipalité, dont les principales sont par ordre d'importance : le huastèque et le nahuatl.

## Histoire
Dans le nord de la municipalité, sur le flanc sud de la Sierra de Tamaulipas, plusieurs sites archéologiques amérindiens existent, notamment à Los Laureles, San Antonio et Los Frailes, ainsi que dans les vallées de l'Arroyo del Cojo, et dans celles du Guayalejo et du Río Tamesí.
En 1544, dans le cadre de la création de la Nouvelle Espagne et de sa première colonistaion, est fondé à Tamaholipa un couvent, par le prêtre franciscain Andrés de Olmos, sur les rives de l'Arroyo del Cojo. Ce couvent était établi dans une ville huastèque, appartenant à l'ethnie des Tamaulitecos (es), qui donnera plus tard donnera son nom à l'État de Tamaulipas,.
Le 11 mai 1749 est fondée la ville de Villa de San Juan Bautista de Horcasitas (aujourd'hui nommée Magiscatzin) par le capitaine José Antonio de Oyervides. Cette localité fut la seule de la province de Nouvelle-Santander à laquelle José de Escandón donna le titre de ville (ciudad). Cette localité est située sur la rive nord de la rivière Guayalejo.
En 1927, le chef-lieu de la municipalité est déplacé de Magiscatzin à González, au départ simple station sur la voie de chemin de fer reliant Tampico à Monterrey.

## Lieux et monuments
La municipalité possède un musée d'Histoire et d'Archéologie, le "Museo de Historia y Arqueología del municipio de González".